# HMS Resolution (1915)
HMS Resolution (Корабль Его Величества «Резолюшн») — британский линкор типа «Ривендж», участвовавший в обеих мировых войнах.

## История
Был заложен 29 ноября 1913 на верфи «Пальмерс», на воду был спущен 14 января 1915. В строй вошёл 30 декабря 1916 (в состав 1-й эскадры). В межвоенный период нёс службу в Атлантическом флоте, в резерве находился с 1930 по 1931 годы. Накануне Второй мировой войны нёс службу в Атлантике, сопровождая конвои. В мае 1940 года участвовал в битве при Нарвике и подвергся в Хьельсуннете бомбардировке (одна бомба попала в корабль). В июне 1940 года был переброшен под Гибралтар, 3 июля 1940 принял участие в затоплении французских кораблей.
В сентябре 1940 года перешёл во Фритаун, 24 сентября участвовал в Сенегальской операции, в ходе которой был торпедирован французской субмариной «Бевезье». Был отремонтирован в США, в феврале 1942 года приплыл в Коломбо. До 1943 года нёс службу в Индийском океане, в сентябре вернулся в Великобританию, переоборудован в учебный корабль. 5 мая 1948 года был продан и пущен на слом в Фаслэйне. Одно из его 15-дюймовых орудий находится в Имперском военном музее.

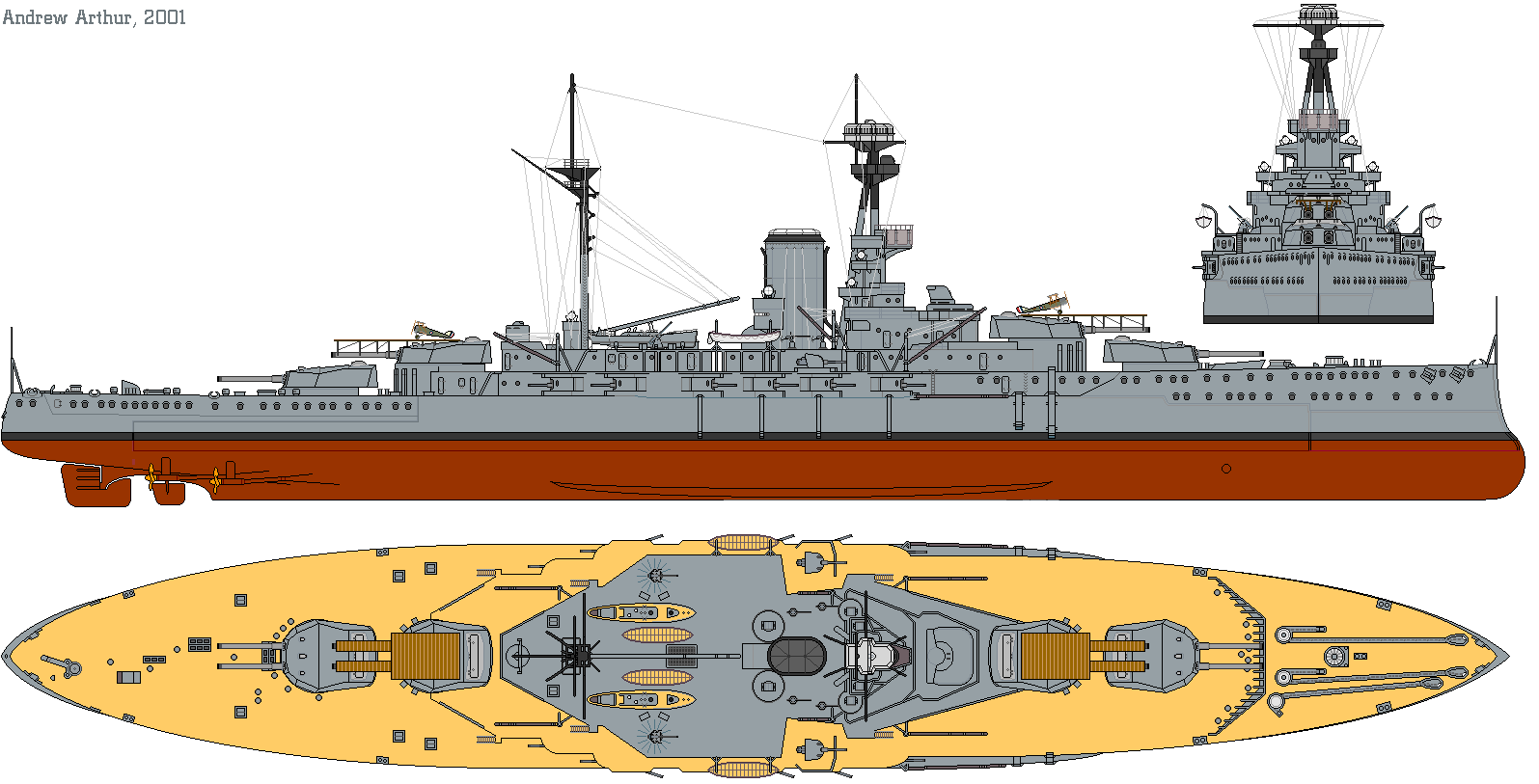
Схематическое представление линкора Revenge